# ターター (競走馬)
ターター (Tartar) は18世紀中ごろに活躍したイギリスの競走馬、種牡馬である。なお、ターター (Tartar) という名を持つ馬は、1792年のセントレジャーステークス勝ち馬（本馬の孫だが馬名との関係は不明）などほかにも数頭いる。

## 経歴
後世ヘロド (Herod) の父としてのみ知られるが、当時としてはかなり強い馬であった。競走馬としての活動期間は1748年から1750年の3年間で、リッチフィールドやギルフォードのキングズプレート、そのほか多数の競走に勝利している。当初はパートナー (Partner) という父と同じ名前で走り、翌年第4代アンカスター公によってターターと名付けられた。
競走馬引退後はウールストンで供用され、有名なヘロドのほか、ファニー（Fanny。キングファーガス〈King fergus〉の母の母）、ターターメア（Tartar Mare。ヴォランティア〈Volunteer〉らの母）などを産した。16歳のときに同地で没した。

## 血統表
| ターターの血統(バイアリーターク系/Old Peg5･4×5=12.5%、Leedes Arabian4×5=9.38%(母内)、Royal Mare5×5=6.25%(母内)) | ターターの血統(バイアリーターク系/Old Peg5･4×5=12.5%、Leedes Arabian4×5=9.38%(母内)、Royal Mare5×5=6.25%(母内)) | ターターの血統(バイアリーターク系/Old Peg5･4×5=12.5%、Leedes Arabian4×5=9.38%(母内)、Royal Mare5×5=6.25%(母内)) | （血統表の出典）               | （血統表の出典） |
| 父 Partner 1718年 栗毛                                                                                          | 父の父Jigg 1701 鹿毛                                                                                            | Byerley Turk 1680年 黒鹿毛                                                                                      | 不明                           | 不明             |
| 父 Partner 1718年 栗毛                                                                                          | 父の父Jigg 1701 鹿毛                                                                                            | Byerley Turk 1680年 黒鹿毛                                                                                      | 不明                           |                  |
| 父 Partner 1718年 栗毛                                                                                          | 父の父Jigg 1701 鹿毛                                                                                            | Spanker Mare 1690年 芦毛                                                                                        | Spanker                        | Spanker          |
| 父 Partner 1718年 栗毛                                                                                          | 父の父Jigg 1701 鹿毛                                                                                            | Spanker Mare 1690年 芦毛                                                                                        | Old Peg                        |                  |
| 父 Partner 1718年 栗毛                                                                                          | 父の母Sister One to Mixbury                                                                                     | Curwen's Bay Barb 鹿毛                                                                                          | 不明                           | 不明             |
| 父 Partner 1718年 栗毛                                                                                          | 父の母Sister One to Mixbury                                                                                     | Curwen's Bay Barb 鹿毛                                                                                          | 不明                           |                  |
| 父 Partner 1718年 栗毛                                                                                          | 父の母Sister One to Mixbury                                                                                     | Curwen Spot Mare 芦毛                                                                                           | Curwens Old Spot               | Curwens Old Spot |
| 父 Partner 1718年 栗毛                                                                                          | 父の母Sister One to Mixbury                                                                                     | Curwen Spot Mare 芦毛                                                                                           | White Legged Lowther Barb Mare |                  |
| 母 Meliora 1729 栗毛                                                                                            | 母の父Fox 1714年 鹿毛                                                                                           | Clumsey 芦毛 | Hautboy                        | Hautboy          |
| 母 Meliora 1729 栗毛                                                                                            | 母の父Fox 1714年 鹿毛                                                                                           | Clumsey 芦毛 | Pet Mare                       |                  |
| 母 Meliora 1729 栗毛                                                                                            | 母の父Fox 1714年 鹿毛                                                                                           | Bay Peg 1690年 鹿毛                                                                                             | Leedes Arabian                 | Leedes Arabian   |
| 母 Meliora 1729 栗毛                                                                                            | 母の父Fox 1714年 鹿毛                                                                                           | Bay Peg 1690年 鹿毛                                                                                             | Young Bald Peg                 |                  |
| 母 Meliora 1729 栗毛                                                                                            | 母の母Milkmaid 1720年 鹿毛                                                                                      | Snail | Whynot                         | Whynot           |
| 母 Meliora 1729 栗毛                                                                                            | 母の母Milkmaid 1720年 鹿毛                                                                                      | Snail | Wilkinson's Bay Arabian Mare   |                  |
| 母 Meliora 1729 栗毛                                                                                            | 母の母Milkmaid 1720年 鹿毛                                                                                      | Shields Galloway                                                                                                | 不明                           | 不明             |
| 母 Meliora 1729 栗毛                                                                                            | 母の母Milkmaid 1720年 鹿毛                                                                                      | Shields Galloway                                                                                                | 不明 F-No.48                   |                  |